# Spirotrichea
Los espirotricos (Spirotrichea) son una clase extensa y distintiva de protistas del filo Ciliophora. Se caracterizan por presentar cilios o membranelas junto a la boca y en algunos casos cilios fusionados (cirros).

## Características
En la zona adoral presentan típicamente cilios orales prominentes o membranelas bajo la forma de una serie de policinétidas, que comienzan en la parte anterior de la cavidad bucal y terminan en el lado izquierdo de la boca. También pueden presentar una o dos membranas paorales en su lado derecho. En algunas especies, los cilios corporales se funden para formar policinétidas que se denominan cirros, mientras que en otros son escasos o están ausentes.

## Diversidad
- Hypotrichia y Stichotrichia poseen con cirros y son comunes en suelos, agua dulce y ambientes marinos. Tienden a ser aplanados, con los cirros confinados a la superficie ventral. Los cirros tienen diversos usos, tales como el desplazamiento actuando como pies, para nadar o asistir en la captura del alimento.

- Oligotrichia y Choreotrichia, son formas con cilios corporales escasos o ausentes tienden a ser más pequeños y son sobre todo marinos, aunque algunos son comunes de agua dulce. Aquí se incluye a Tintinnida, que produce caparazones y son los ciliados fósiles predominantes.

- Otros tres grupos, Protocruziidia,  Phacodiniidia y Licnophoridia han sido colocados aquí sobre la base de análisis moleculares.[4][5]

## Filogenia
Inicialmente definido por Bütschli en 1889, Spirotricha era uno de los dos órdenes de ciliados, junto a Holotricha (ahora abandonado), e incluía todas las formas con cilios orales prominentes: Heterotricha, Hypotricha, Oligotricha y Peritricha. Spirotrichea, tal como se define actualmente, puede ser un grupo monofilético, pero sus relaciones son inciertas. Oligotrichia y Choreotrichia parecen estar bastante relacionados. Algunos estudios también sugieren que Hypotrichia es parafilético con respecto a Spirotrichea, y  posiblemente también con Oligotrichia y Choreotrichia. Esto contrasta con la anterior creencia de que eran los protistas más avanzados.

## Galería

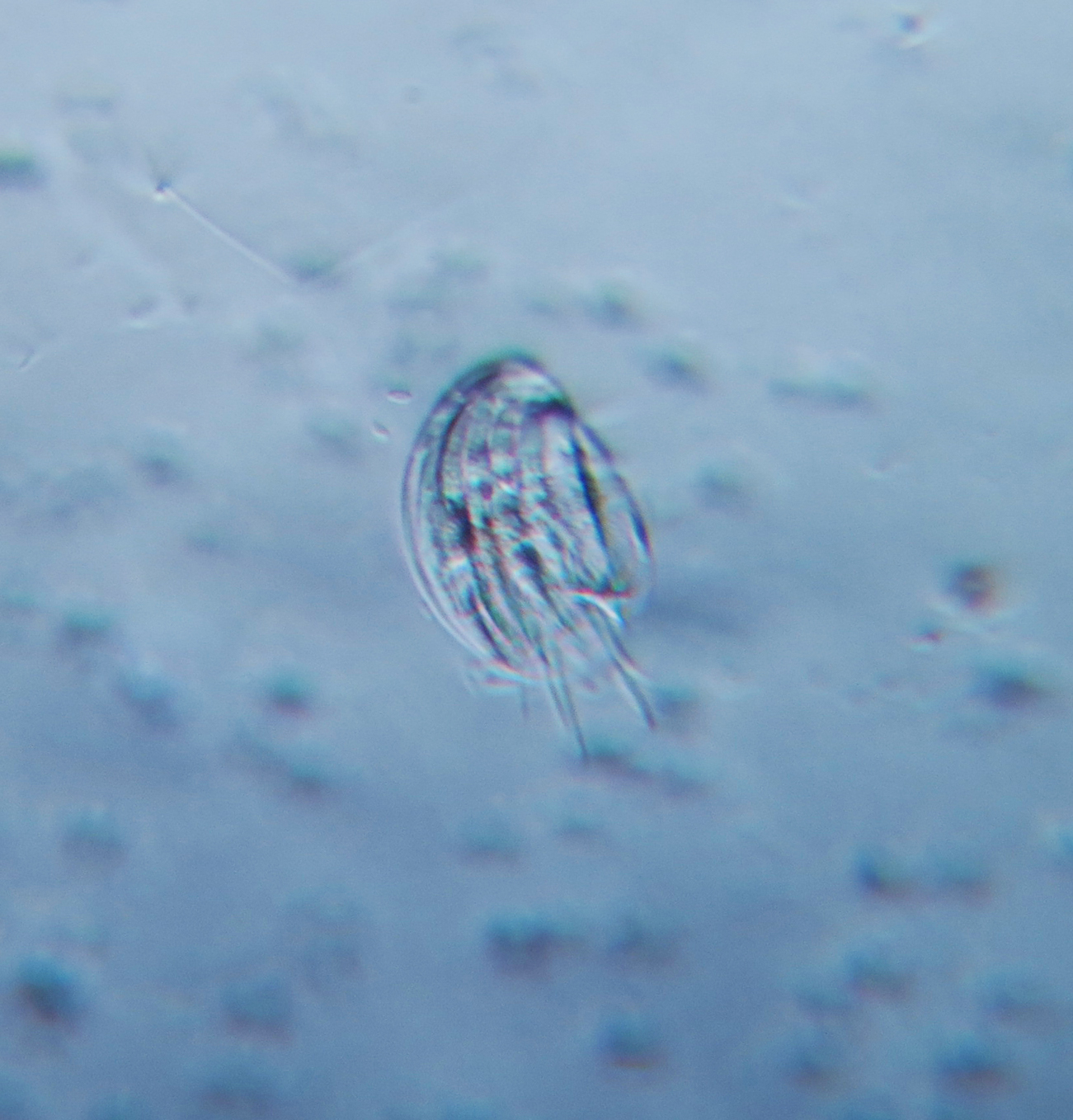
Aspidisca (Euplotida)
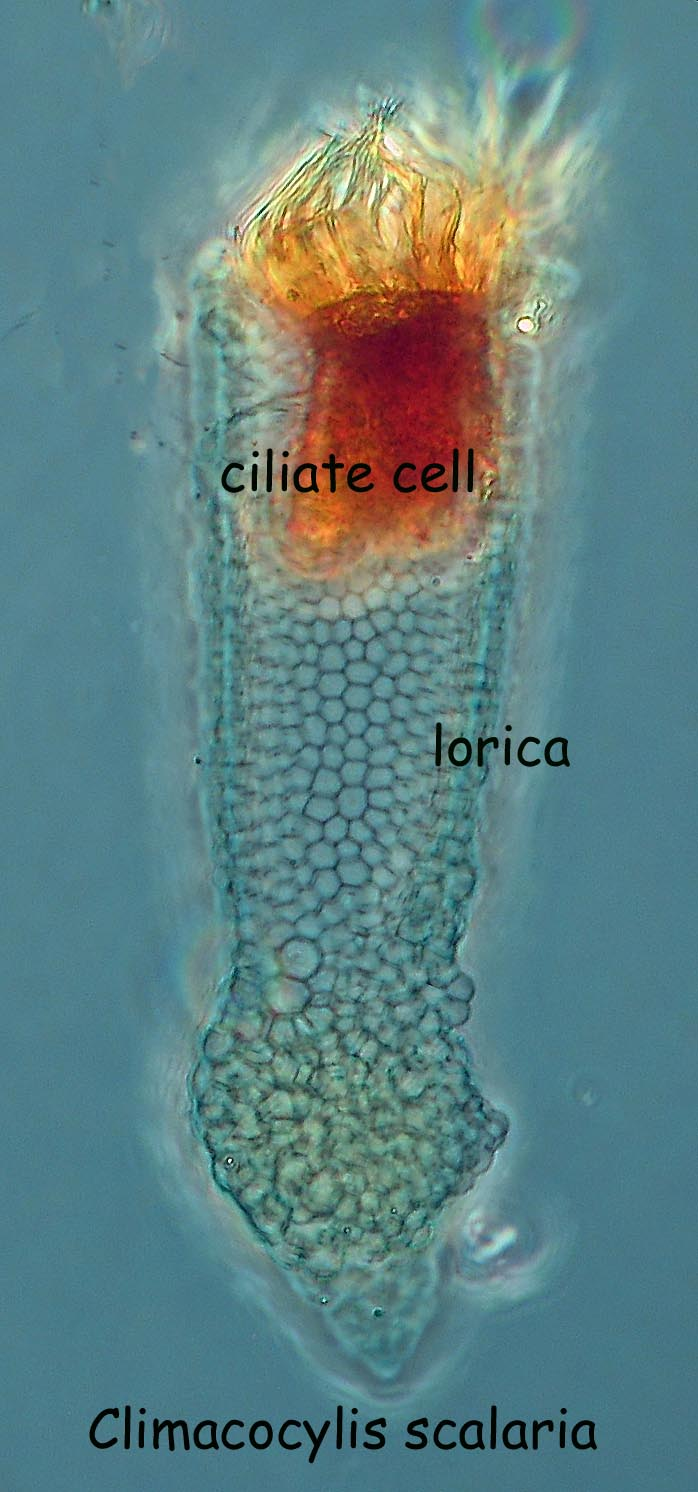
Climacocylis scalaria (Tintinnida)
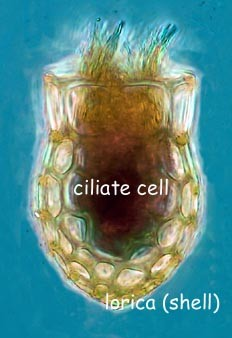
Tintinnida
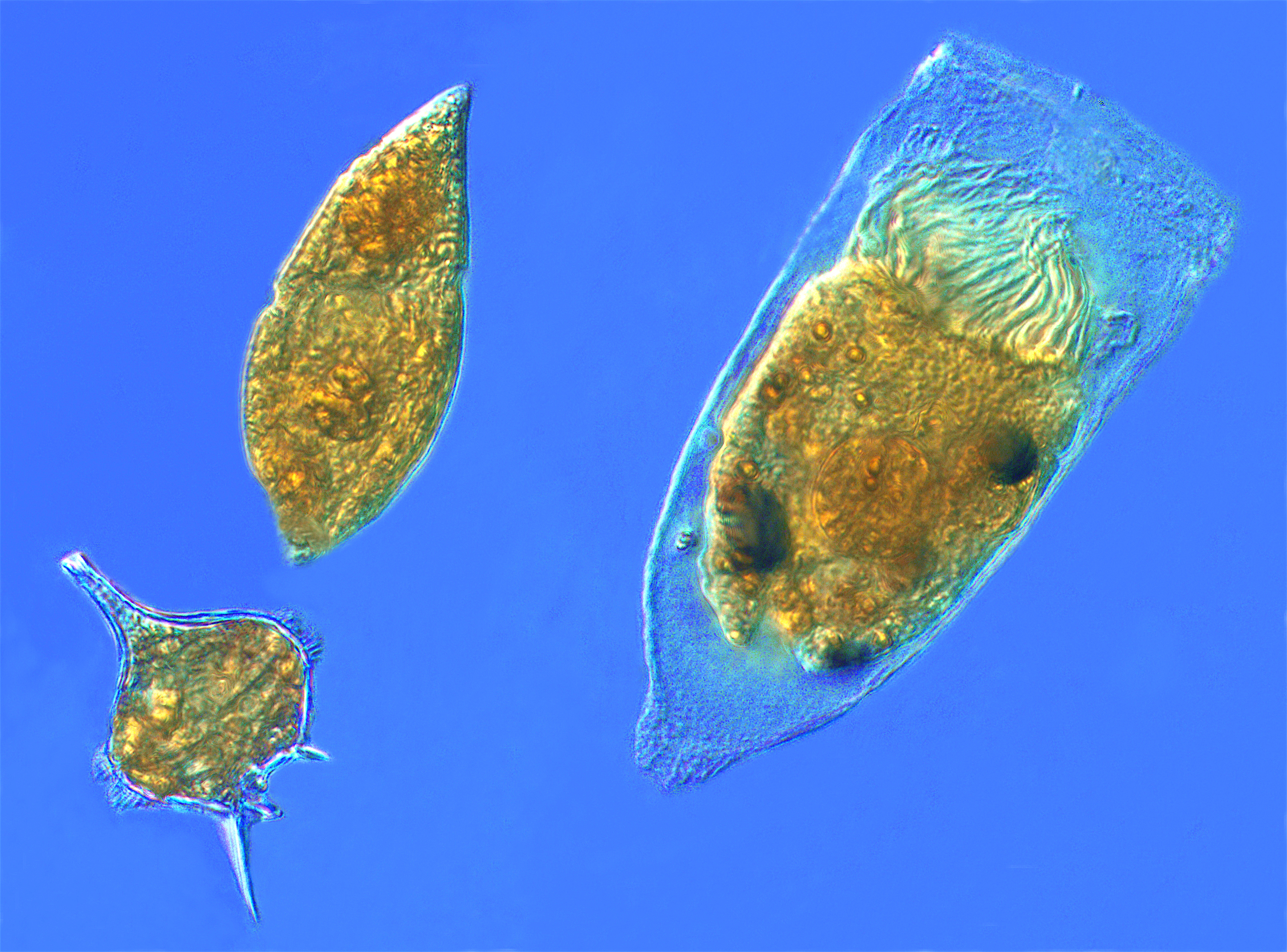
Tintinnida
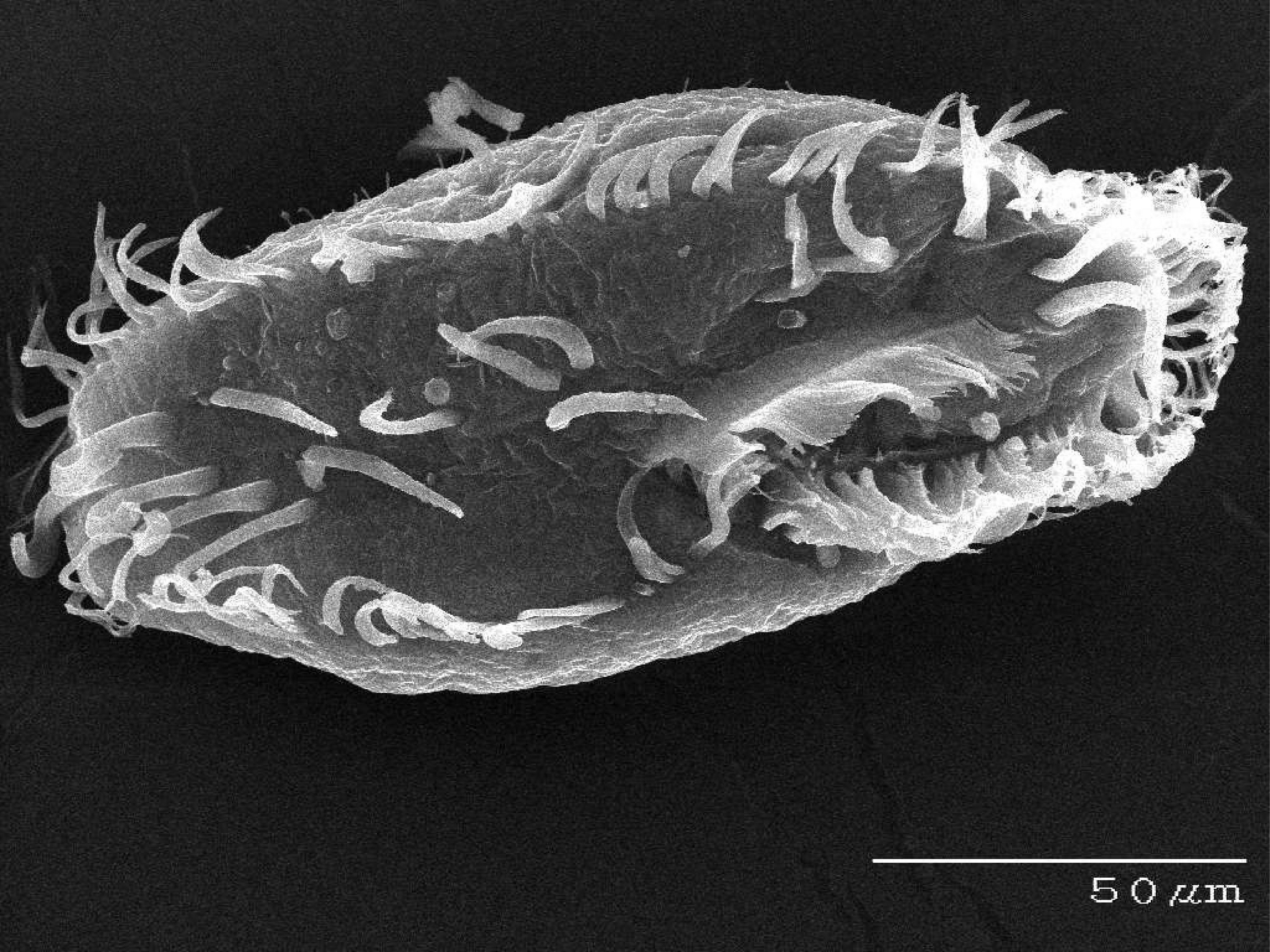
Oxytricha trifallax (Stichotrichida)
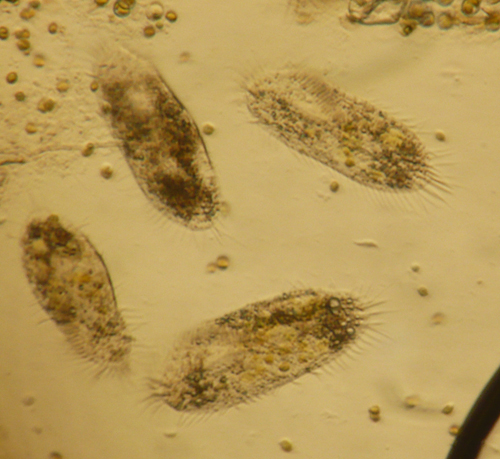
Stylonychia (Sporadotrichina)
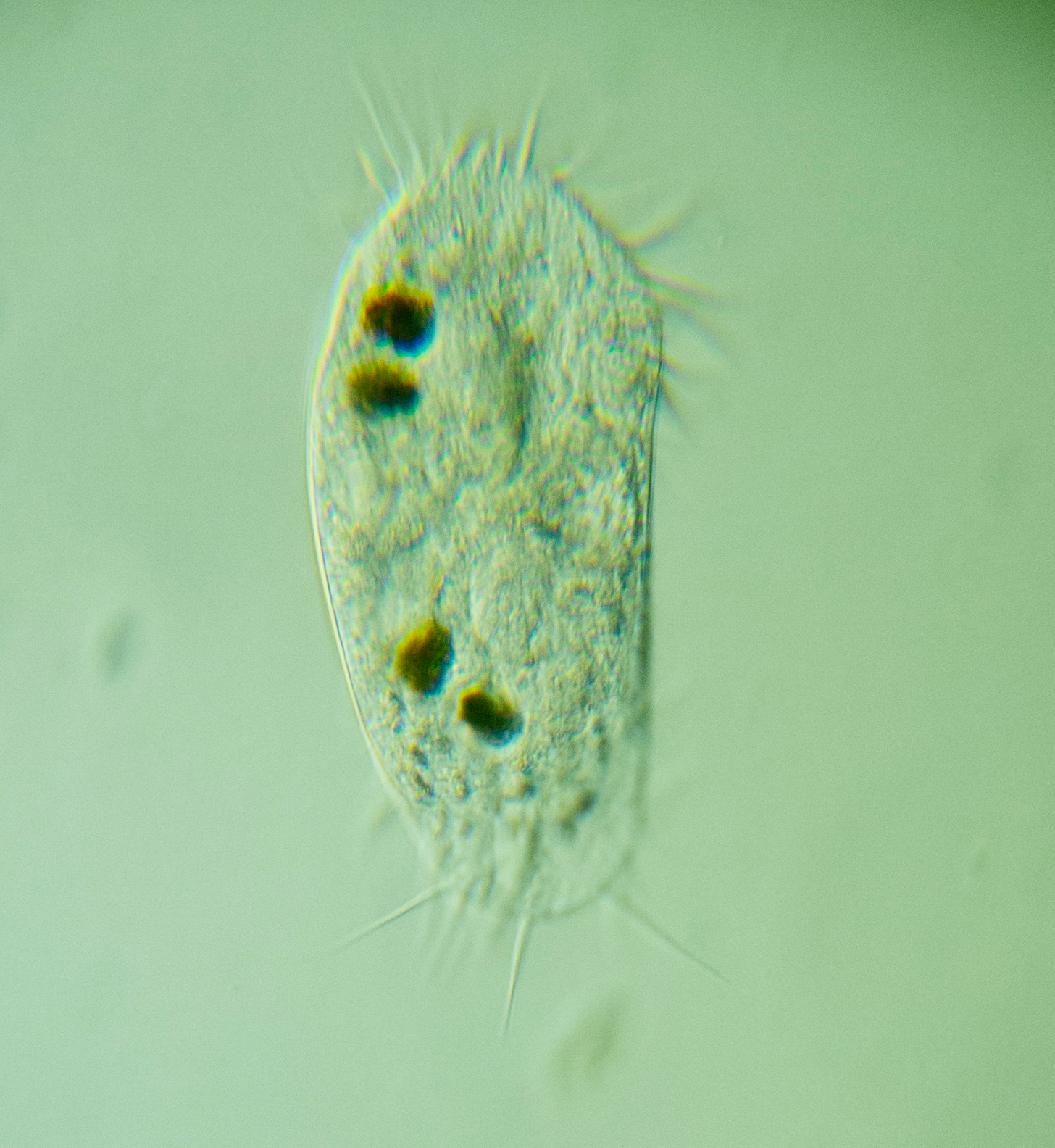
Stylonychia mytilus (Sporadotrichina)
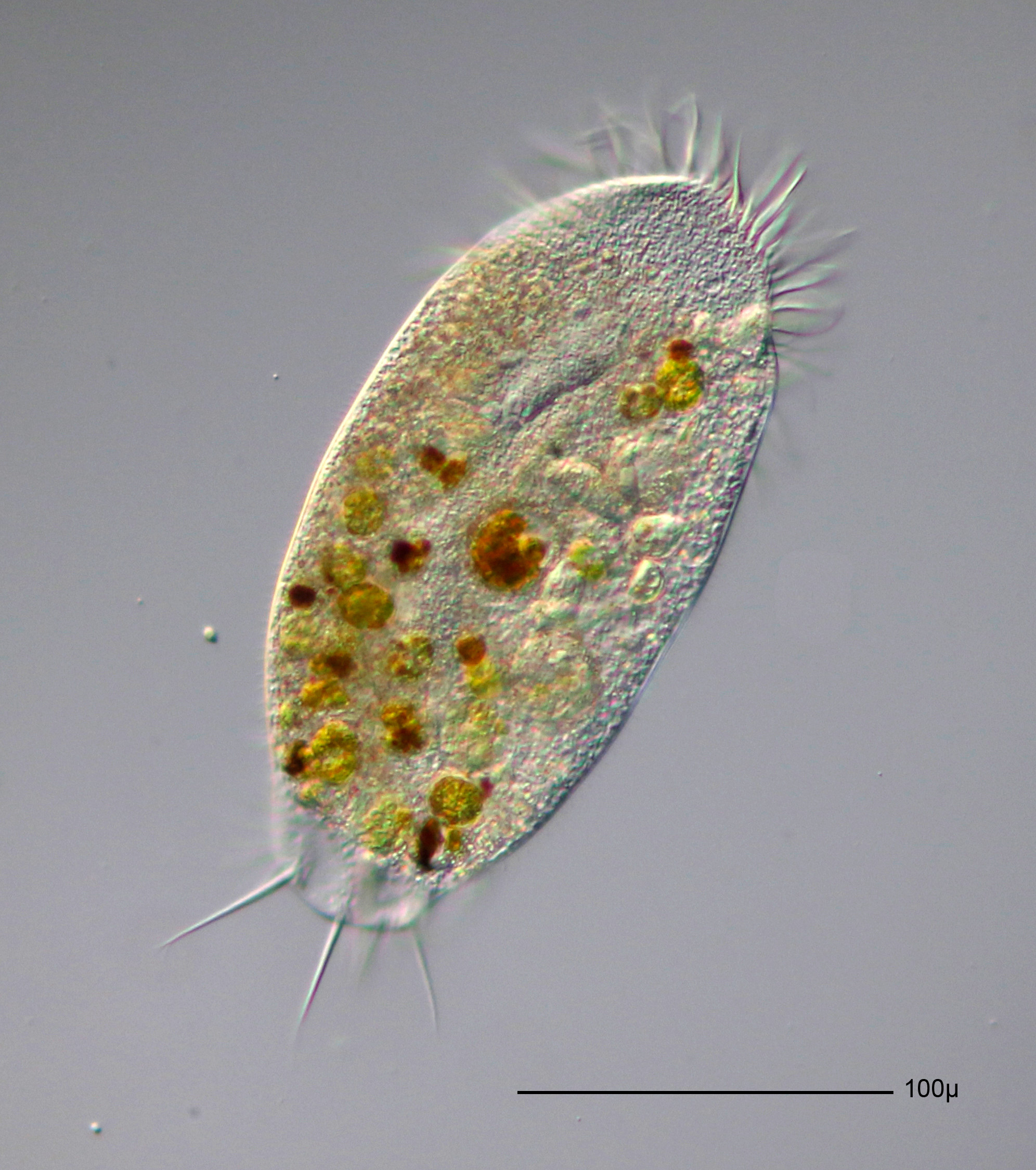
Stylonychia putrina (Sporadotrichina)
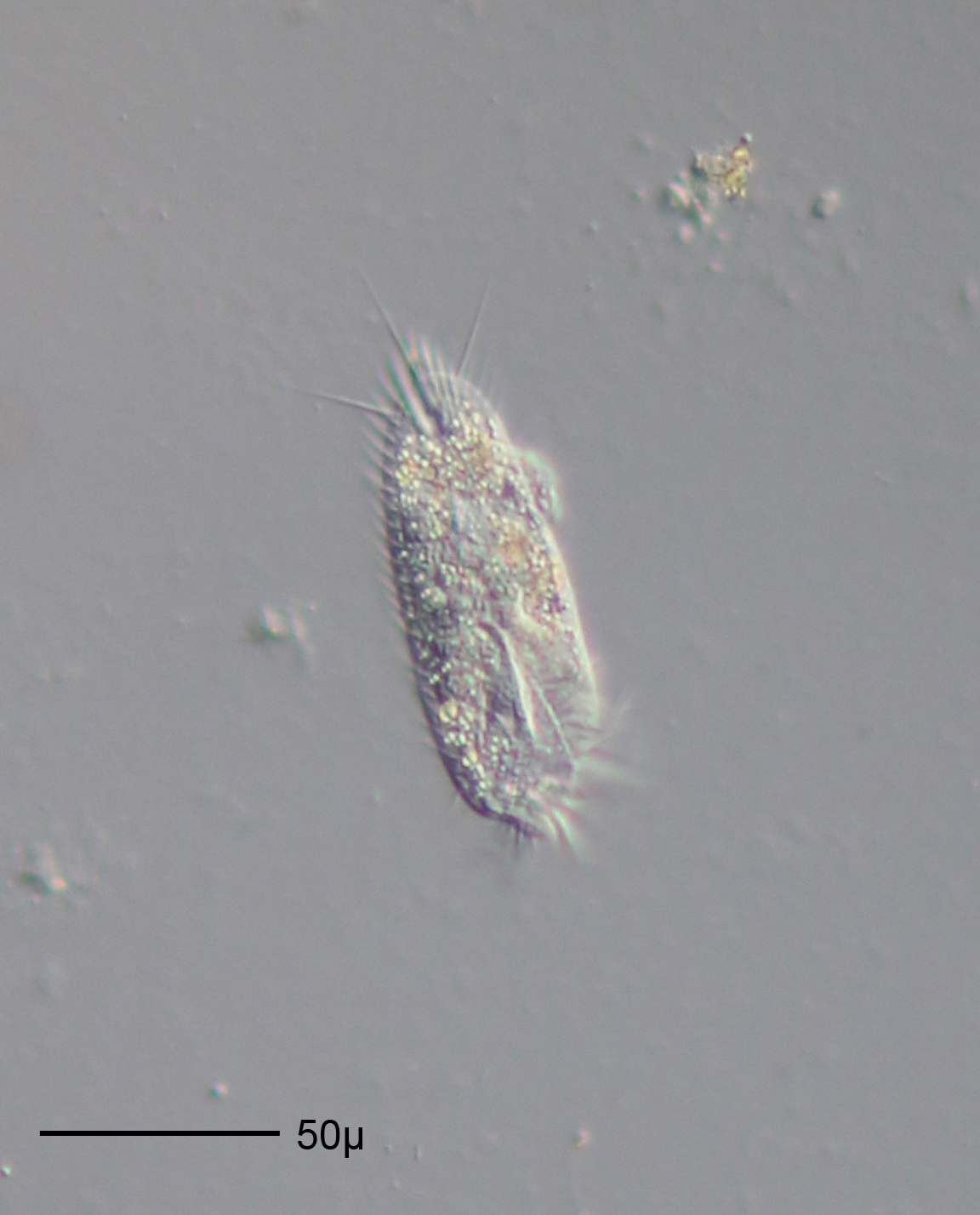
Stylonychia vorax (Sporadotrichina)
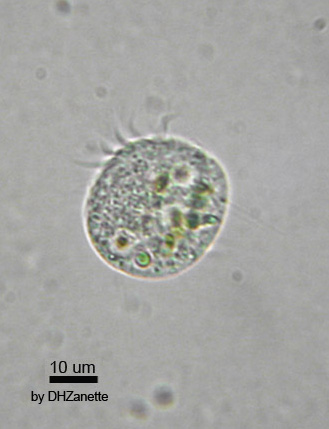
Halteria (Halteriida)